# Schwimmzentrum Kettwig

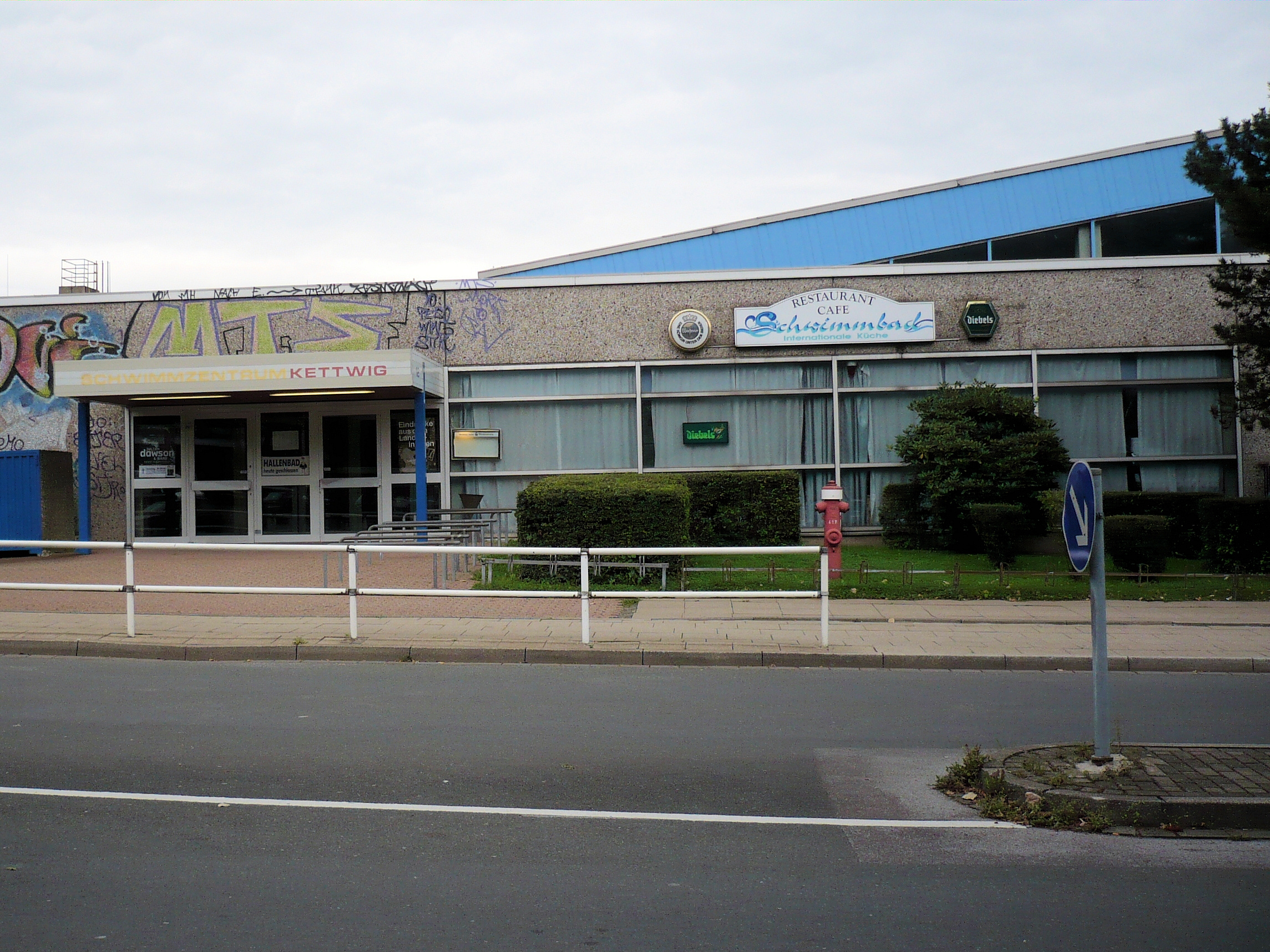
Haupteingang

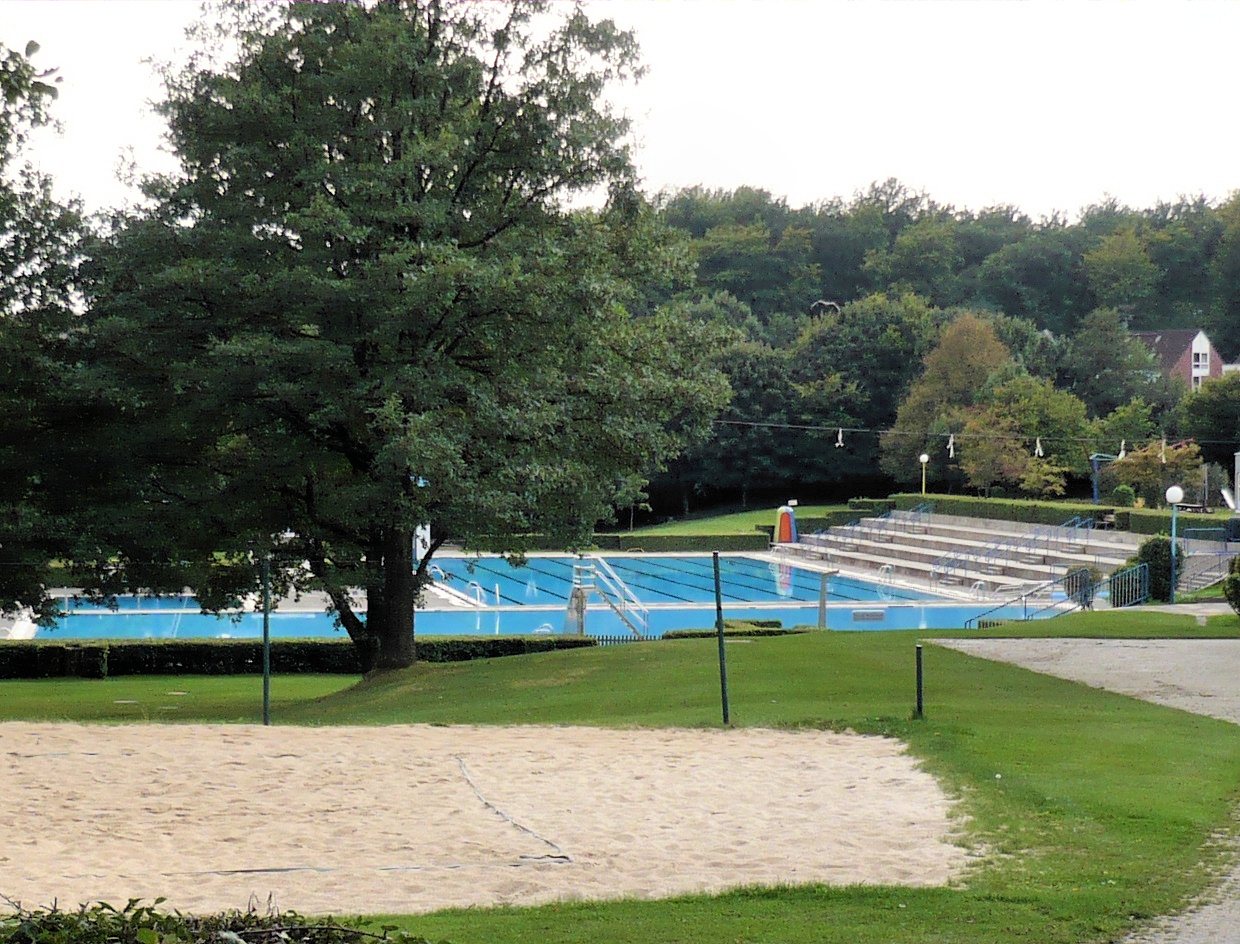
Freibadbereich

Das Schwimmzentrum Kettwig ist ein kombiniertes Hallen- und Freibad im Essener Stadtteil Kettwig.

## Geschichte
Im nördlichen Teil Kettwigs, nahe dem Gewerbegebiet Im Teelbruch im Ortsteil Umstand, wurde am 3. Dezember 1974 der erste Bauabschnitt, nämlich das Hallenbad eröffnet. Dies geschah in der bis dahin noch nicht zu Essen eingemeindeten Stadt Kettwig. Drei Jahre später folgte das Freibad, welches bereits unter der Stadt Essen als Bauherr geschah.

## Die Anlage

### Freibad
Zwischen großflächigen, 20.200 Quadratmeter großen Liegewiesen eingeschlossen befinden sich vier Schwimmbecken. Das Sport- und Schwimmerbecken besitzt auf 21 Metern Breite Bahnen mit 50 Metern Länge. Daneben befindet sich ein 3,5 Meter tiefes, 8 mal 11,75 Meter großes Sprungbecken mit einem 1-Meter- und einem 3-Meter-Sprungbrett. Nördlich dieser beiden Becken liegt ein L-förmiges Nichtschwimmerbecken, welches die Größe von 25 mal 15 Metern plus 25 mal 24 Metern besitzt. Dort hinein mündet eine etwa drei Meter lange Wasserrutsche. Zwischen diesen Becken befindet sich ein acht Meter hoher Aufsichtsturm für den Bademeister.
Hinzu kommt ein rundes Planschbecken von acht Metern Durchmesser mit angrenzendem Kinderspielplatz. Auf dem Gelände sind auch ein mit Sand bedecktes Beachvolleyballfeld, ein Kiosk und eine Kioskhütte sowie ein Dusch- und Umkleidegebäude untergebracht.

### Hallenbad
Das Hallenbad verfügt über ein 12,5 Meter breites Mehrzweckbecken mit 25-Meter-Bahnen und Sprungbrettern von einem und drei Metern Höhe. Ein Teil des Beckenbodens kann hydraulisch abgesenkt werden, so sind an der dem Sprungturm gegenüberliegenden Seite Wassertiefen zwischen 1,30 und 1,70 Meter möglich. Zusätzlich gibt es ein 4 mal 2,5 Meter großes Nichtschwimmerbecken. Des Weiteren kann ein Solarium genutzt werden.

## Verkehrsanbindung
An eigener Bushaltestelle verkehren die Buslinien 142 und 151 sowie die Nacht-Express-Line NE13 der Ruhrbahn.
| Linie | Verlauf | Takt (Mo–Fr)        |
| ----- | --- | ------------------- |
| 142   | Annental, Betriebshof Ruhrallee – Rellinghausen – Stadtwaldplatz – Rüttenscheid Martinstraße – Alfredbrücke – Messe Essen/Gruga – Messe West/Süd/Gruga – Bredeney Friedhof – Schuir Abzweig Flughafen – Schwimmbad Kettwig – Kettwiger Markt – Kettwig | 20 min 10 min (HVZ) |
| 151   | Rhein-Ruhr-Zentrum – Heißen Kirche – Rumbachtal – Mülheim Hbf – Mülheim Stadtmitte – Kahlenberg (Fuß des Berges am Ruhrufer) – Mülheim-Menden – Kettwig-Ickten – Schwimmbad Kettwig → Kettwig, Ringstraße → Kettwiger Markt                            | 60 min              |
| NE13  | Essen Hbf – Philharmonie – Rüttenscheider Stern – Rüttenscheid Martinstraße – Alfredbrücke – Messe Essen/Gruga – Messe West/Süd/Gruga – Sommerburgstr. – Schuir – Schwimmbad Kettwig – Gewerbegebiet Kettwig – (Kettwiger Markt →) Kettwig             | 60 min              |